# Forcipomyia noewirthi
Forcipomyia noewirthi är en tvåvingeart som beskrevs av Ryszard Szadziewski och Art Borkent 2003. Forcipomyia noewirthi ingår i släktet Forcipomyia och familjen svidknott. Inga underarter finns listade i Catalogue of Life.